# 藺世全
藺世全（Lee Shih-chuan，1931年12月11日—）是一名前台灣拳擊運動員，主攻沉量級、輕中量級項目。他曾代表中華民國參加1956年夏季奧林匹克運動會沉量級項目及1958年亞洲運動會輕中量級項目。